# Cheile Bistriței Ardelene
Cheile Bistriței Ardelene alcătuiesc o arie protejată de interes național ce corespunde categoriei a IV-a IUCN (rezervație naturală de tip peisagistic), situată în județul Bistrița-Năsăud, pe teritoriul administrativ al comunei Bistrița Bârgăului.

## Localizare
Aria naturală se află în extremitatea central-estică a județului Bistrița-Năsăud (aproape de limita teritorială cu județele Mureș și Suceava), în partea vestică a satului Colibița, în nord-vestul Munților Călimani la o altitudine ce nu depășește 800 de metri

## Descriere
Rezervația naturală a fost declarată arie protejată prin Legea Nr. 5 din 6 martie 2000 publicată în Monitorul Oficial al României Nr. 152 din 12 aprilie 2000 (privind aprobarea planului de amenajare a teritoriului național - Secțiunea a III-a -  arii protejate) și se întinde pe o suprafață de 50 de hectare.
Aria naturală reprezintă o vale transversală în zona periferică a Călimanilor, cu o întindere ce se desfășoară din apropierea satului Bistrița Bârgăului, până la Barajul Colibița, cu un relief diversificat, alcătuit din abrupturi calcaroase, stâncării (Stâncile Aninișului, Stânca Arșița Mare), pâraie, poiene și pajiști; ce conferă zonei o valoare peisagistică deosebită. 

## Biodiversitate
Flora (păduri de foioase și conifere, arbuști, ierburi, vegetație de stâncărie) și fauna (mamifere, reptile, păsări, pești) este una specifică lanțului muntos al Carpaților Orientali.
Flora este alcătuită din arbori și arbusti cu specii de brad (Abies alba), molid (Picea Abies), pin (Pinus), zadă (Larix), tisă (Taxus baccata), fag (Fagus sylvatica), gorun (Quercus petraea), stejar (Quercus robur), carpen (Carpinus betulus), (Acer campestre), mesteacăn (Betula pendula), arțar (Acer platanoides), păducel (Crataegus monogyna), soc negru (Sambucus nigra), corn (Cornus mas), alun (Corylus avellana), mur (Rubus fruticosus), zmeur (Rubus idaeus), măceș (Rosa canina) sau afin (Vaccinum myrtillus L.).

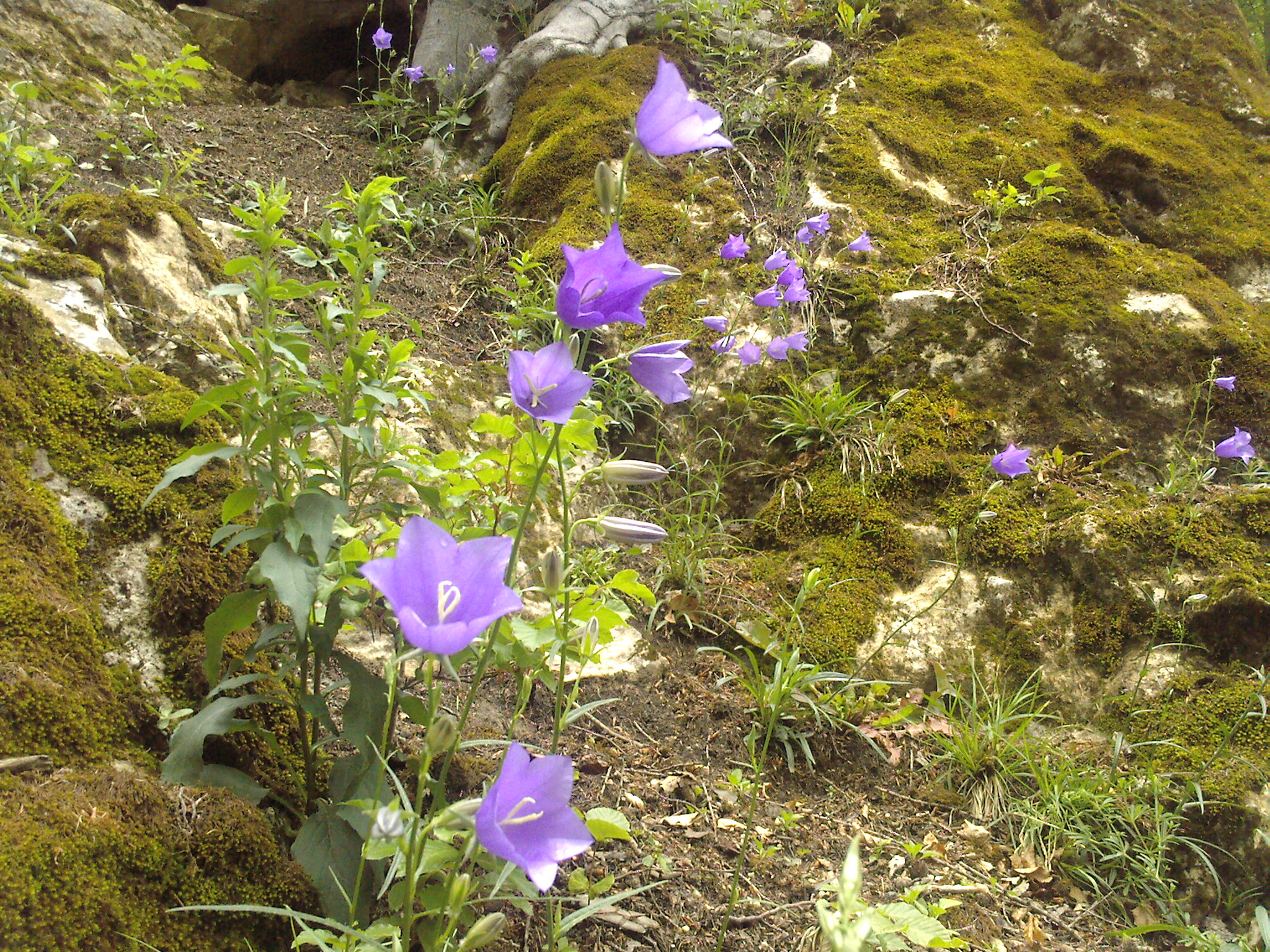
Clopoței de munte (Campanula carpatica)

La nivelul ierburilor sunt întâlnite rarități floristice de pajiște și stâncărie, cu specii de: vinariță (Asperula odorata), popilnic (Asarum europaeum'), saxifragă (Saxifraga carpatica), clopoțel de munte (Campanula carpatica), brândușă de toamnă (Colchicum autumnale), crețișoară (Alchemilla vulgaris), năpraznică (Geranium robertianum), ciuboțica cucului (Primula vernis), păștiță (Anemone nemerosa), margaretă (Leucanthemum vulgare), măcrișul iepurelui (Oxalis acetosella), mierea-ursului (Pulmonaria rubra) coada șoricelului (Achillea millefolium), țintaură (Centaurium umbellatum), coada-calului (Equisetum arvense), colțișor (Dentaria bulbifera), păștiță (Anemone nemorosa) sau ferigă (Dryopteris filix-mas)[.
Fauna rezervației este una diversificată, alcătuită din mamifere, păsări, reptile și amfibieni, astfel: mamifere cu specii de: cerb (Cervus elaphus), căprioară (Capreolus capreolus), lup cenușiu (Canis lupus), urs brun (Ursus arctos), mistreț (Sus scrofa), vulpe (Vulpes vulpes crucigera), râs eurasiatic (Lynx lynx), veveriță (Sciurus carolinensis), jder (Martes martes), viezure (Meles meles) sau  dihor (Mustela putorius).
Păsările sunt prezente cu specii de: corb (Corvus corax), cocoș de munte (Tetrao urogallus), mierlă de apă (Cinclus cinclus), mierlă (Turdus merula), codobatură (Motacilla alba), ciocănitoare-de-munte (Pycoides tridactylus), ieruncă (Tetrastes bonasia), pițigoi-de-brădet (Parus ater), mugurar (Pyrrhula pyrrhula), fazan (Phasianus colchicus), sturz (Turdus pilaris), cuc (Cuculus canorulus), cinteză (Fringilla coelebs), sticlete (Carduelis carduelis), pițigoi-moțat (Parus cristatus), vânturel (Falco vespertinus), sau aușel (Regulus regulus).
Reptile și amfibieni: gușter (Lacerta viridis), viperă (Vipera berus), triton cu creastă (Triturus cristatus), salamandră (Salamandra salamandra), broasca-cu-burta-galbenă (Bombina veriegata), broasca-râioasă-verde (Bufo viridis) sau buhaiul de baltă cu burta roșie (Bombina bombina).

## Atracții turistice
În vecinătatea rezervației naturale se află mai multe obiective de interes turistic (lăcașuri de cult, monumente istorice, arii protejate, zone naturale), astfel:

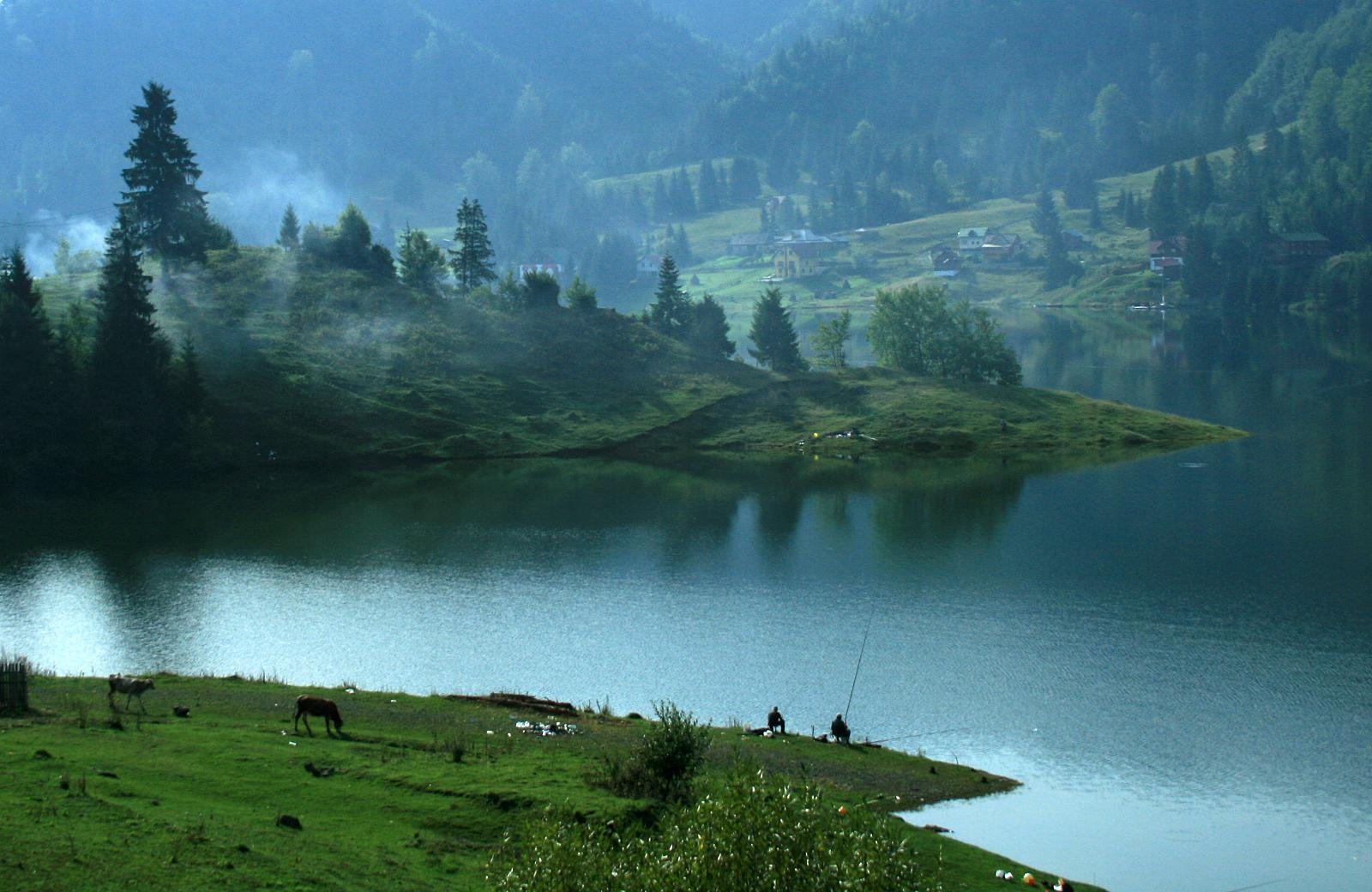
Lacul Colibița

- Biserica ortodoxă din satul Bistrița Bârgăului construită în stil neobizantin în anul 1923
- Casă țărănească în satul Bistrița Bărgăului (Str. Bridireasa nr.169), construcție secolul al XIX-lea, monument istoric
- Rezervația naturală Valea Repedea (22 ha)
- Aria naturală Tăul Zânelor (25 ha)
- Rezervația peisagistică Stâncile Tătarului (25 ha)
- Munții Călimani
- Lacul Colibița